# IBM PC

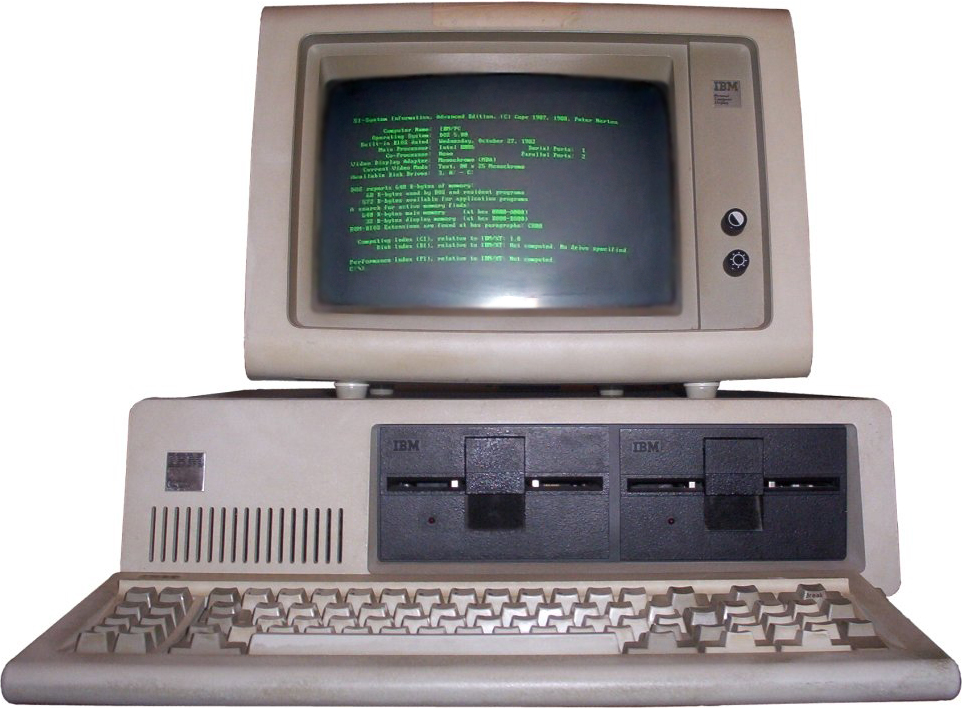
IBM PC 5150 z monochromatycznym monitorem 5151

IBM PC (ang. personal computer) – oryginalna wersja i przodek platformy komputerów osobistych, zapoczątkowanej 12 sierpnia 1981 roku przez przedsiębiorstwo IBM modelem IBM 5150, znanym jako IBM PC. Został opracowany przez zespół inżynierów i wykonawców pod kierownictwem Dona Estridge’a z IBM Entry Systems Division w Boca Raton, na Florydzie.
Premiera mikrokomputera IBM PC odbyła się w Nowym Jorku w hotelu Waldorf Astoria.
Ogólne określenie „komputer osobisty” było w użyciu jeszcze przed 1981, stosowano je już w 1972 roku dla Xerox PARC Alto, ale ze względu na sukces modelu IBM Personal Computer, określenie „PC” zaczęło oznaczać dokładniej mikrokomputer biurkowy zgodny z produktami IBM PC. W ciągu krótkiego czasu od wprowadzenia, producenci i dostawcy innych urządzeń peryferyjnych, kart rozszerzeń oraz oprogramowania stali się rozpowszechnieni. Wpływ IBM PC na rynek komputerów osobistych był znaczący przez wprowadzenie standaryzacji platformy komputerów osobistych. „Kompatybilne z IBM” stało się ważnym kryterium wzrostu sprzedaży; tylko rodzina Apple Macintosh zachowała znaczący udział w rynku bez zachowania zgodności z komputerem osobistym IBM.
Podstawowy kod rozruchowy IBM PC w ROM to BIOS (Basic Input/Output System). Zawiera on bibliotekę podstawowych funkcji i zadań, takich jak wyjście wideo, wejście klawiatury, dostęp do dysku, obsługa przerwań, testowanie pamięci i testowanie innych komponentów systemu. BIOS także ładuje system operacyjny. BIOS oryginalnego IBM PC mógł być rozszerzony o ROM BASIC (nie mylić z basic ROM), czyli język programowania BASIC w stałej pamięci komputera (ROM). Do tego celu na płycie głównej komputera PC przeznaczono 4 podstawki pod pamięci ROM (4x8kB), albo jedną podstawkę pod ROM 1x32kB (czasami zdarzało się 5 podstawek - albo jedno - 4x8, albo drugie - 1x32).
Nazwa IBM PC była przez pierwsze dwa lata całkowicie jednoznaczna i odróżniała ten wyrób od innych dostępnych w tym czasie komputerów osobistych takich jak ZX-81 czy produkty z serii Apple i Macintosh.
Gdy w roku 1983 ukazał się kolejny model IBM PC/XT, przedsiębiorstwo IBM skorzystała z popularności nazwy IBM PC nazywając go IBM PC/rozszerzony (XT to częsty skrót marketingowy angielskiego słowa extended).
Popularność platformy IBM PC i wyrobów z nią kompatybilnych, czyli około 90% światowych komputerów – spowodowała, że dla większości konsumentów komputer osobisty, pecet (z języka angielskiego personal computer), jest tożsamy z produktem platformy IBM PC.
Wprowadzenie UEFI zerwało ze standardem platformy IBM PC opartej na BIOS.